# سوسکچه‌های قارچ‌خور اسپشیوسز
سوسکچه‌های قارچ‌خور اسپشیوسز (نام علمی: Xenocerus speciosus) نام یک گونه از سرده سوسکچه‌های قارچ‌خور زنوسروس است.